# Comanche (1956)
Comanche é um filme western estadunidense de 1956, dirigido por George Sherman. Filmado em CinemaScope na região de Durango (México)    para maior autenticidade histórica, conforme os letreiros iniciais. O roteirista e produtor Carl Krueger gastou de cinco a seis anos pesquisando os fatos históricos. Ele disse que recusou 30.000 dólares pelo roteiro pois queria independência e que as filmagens fossem realizadas no México .
A história é sobre Quanah Parker, um famoso cacique comanche, sendo que o diretor Sherman, em filme anterior de 1955, já contara a vida de Cavalo Louco, outro lendário guerreiro índio. A canção-tema do filme "A Man Is As Good As His Word"  interpretada por The Lancers, é ouvida várias vezes durante a exibição.

## Elenco
- Dana Andrews...Jim Read
- Kent Smith...Quanah Parker
- Nestor Paiva...Puffer
- Henry Brandon...Nuvem Negra
- Stacy Harris...Downey
- John Litel...General Nelson A Miles
- Lowell Gilmore...Comissário Ward
- Mike Mazurki...Flat Mouth
- Tony Carbajal...Little Snake
- Linda Cristal...Margarita
- Reed Sherman...Tenente French
- Iron Eyes Cody...Medicine Arrow, um feiticeiro índio

## Sinopse
Em 1875, a poderosa tribo liderada pelo comanche Quanah Parker faz vários ataques a povoados fronteiriços mexicanos, num deles raptando a bonita aristocrata espanhola Margarita, e depois os índios atravessam o Rio Grande e se refugiam em território estadunidense. Representantes do México exigem do governo americano providências contra os Comanches. O político Ward, comissário do Presidente Grant, quer ir à guerra contra os índios e procura o general da Cavalaria Nelson A. Miles no Novo México, adepto da paz com os nativos. Tentando ganhar tempo, o general Miles convoca o batedor Jim Read para ir até o acampamento secreto de Quanah, negociar um tratado de paz. Mas o bando de comanches de Nuvem Negra não aceita as negociações e continua com os ataques aos brancos e mexicanos, dando o pretexto que Ward queria para começar a guerra. Ele se alia ao batedor e caçador de escalpos Art Downey, rival de Read, e iniciam uma perseguição aos comanches. 